# Hellested
Hellested – miasto w Danii, w regionie Zelandia, w gminie Stevns.